# Grabrk
 Grabrk  falu Horvátországban, Károlyváros megyében. Közigazgatásilag  Bosiljevóhoz tartozik.

## Fekvése
Károlyvárostól 26 km-re délnyugatra, községközpontjától 7 km-re délre, a Dobra bal partján, az A1-es autópálya mellett fekszik.

## Története
A települést 1574-ben a lešćai Szent György plébánia egyik feljegyzésében említik először. 
1857-ben 258, 1910-ben 246 lakosa volt. Trianon előtt Modrus-Fiume vármegye Vrbovskói járásához tartozott. A II. világháborúban a falut kifosztották a csetnikek. 2001-ben még a község legnépesebb, 2011-ben a község második legnépesebb települése volt, 117-en lakták.

## Lakosság
| Lakosság változása | Lakosság változása | Lakosság változása | Lakosság változása | Lakosság változása | Lakosság változása | Lakosság változása | Lakosság változása | Lakosság változása | Lakosság változása | Lakosság változása | Lakosság változása | Lakosság változása | Lakosság változása | Lakosság változása | Lakosság változása |
| ------------------ | ------------------ | ------------------ | ------------------ | ------------------ | ------------------ | ------------------ | ------------------ | ------------------ | ------------------ | ------------------ | ------------------ | ------------------ | ------------------ | ------------------ | ------------------ |
| 1857               | 1869               | 1880               | 1890               | 1900               | 1910               | 1921               | 1931               | 1948               | 1953               | 1961               | 1971               | 1981               | 1991               | 2001               | 2011               |
| 258                | 256                | 285                | 303                | 247                | 246                | 223                | 254                | 306                | 286                | 268                | 228                | 177                | 179                | 126                | 117                |

## Nevezetességei
- A Dobra sziklákkal szegélyezett kanyonszerű, festői mély folyóvölgye.
- A Szent Kereszt tiszteletére szentelt kápolnája.